# 戸井康成
戸井 康成（とい やすなり、1966年4月15日 - ）は、中京圏を拠点に活動するローカルタレント、ラジオパーソナリティ。愛知県一宮市出身。血液型O型。
「CREATIVE COMPANY 冨田和音株式会社」に出演していた伊集院光に見出されラジオデビュー。
1990年代には『ミックスパイください』で共演した鉄崎幹人、宮本忠博、MORI MOMOらと「オーバーワーク」というコントグループを結成、東海地方のライブハウスなどでコントを披露していた。
CBCラジオを中心に出演中。
地元である中日ドラゴンズの応援番組「ドラ魂ナイト」パーソナリティを務めている。

## 出演

### テレビ番組
- ミックスパイください（CBCテレビ）
- 秀才組!土曜チェック（CBCテレビ）
- テレビdeラジオ ヨロシク!DJ （テレビ愛知）
- 名古屋発!新そこが知りたい（CBCテレビ）
- 爆笑直輸入ベニーヒルショー（テレビ愛知、テムズ・テレビジョン） - ベニー・ヒルの吹き替えを担当。
- コケコッコー（名古屋テレビ）
- オイシイのが好き! （テレビ愛知）
- TRYあんぐる（名古屋テレビ）
- 写めっけ!（2002年2月6日〜2002年3月27日、テレビ愛知）
- 写めっけ2!（2002年5月7日〜2002年6月25日、テレビ愛知）
- R (ロード) 指定（2004年4月12日〜2004年6月28日、テレビ愛知）
- サンデードラゴンズ（CBCテレビ）
- 遊びに行こっ! （2004年10月〜2008年3月、テレビ愛知） - ナレーターを担当。
- どですか!（〜2011年3月26日、メ〜テレ） - 「生き生きまいらいふ」のコーナーを担当。
- SKE48の火曜アルバイト劇場（〜2014年12月24日、CBCテレビ）
- ちたまるある記（知多メディアスネットワーク）

### ラジオ番組
- CREATIVE COMPANY 冨田和音株式会社  - 木曜パーソナリティ（〜1994年3月31日、CBCラジオ）
- ヤングスタジオ1431 - 土曜パーソナリティ（1991年4月〜1997年3月30日、AM岐阜ラジオ）
- メディアキング電波ファイター - 火曜 1994年4月〜1996年3月 → 木曜 1996年4月〜9月（CBCラジオ）
- 神業ほっとうぇーぶ（CBCラジオ）
- COKE TEENS' CLUB MAJIのりスクールデイズ（CBCラジオ）
- す（CBCラジオ）
- サンデー競馬中継 みんなの競馬（〜2002年、2012年12月〜2013年3月、CBCラジオ）
- ナイトスクランブル 〜いそげ!ダイヤル1431〜 - 月曜 1997年4月〜1998年3月 → 金曜 1998年4月〜2000年4月7日（AM岐阜ラジオ）
- 戸井康成の生ラヂオ（1998年4月〜1999年9月30日、CBCラジオ）
- 出没!髭魔人（1999年10月～2000年3月、CBCラジオ）
- 小堀さんのRadio DAYS（〜2000年6月2日、CBCラジオ）
- 竜魂（CBCラジオ）
- おきらくナイト（AM岐阜ラジオ）
- 戸井康成のタングショー（2000年10月〜2001年3月、CBCラジオ）
- CBC演歌ベストテン（〜2013年3月、CBCラジオ）
- 快汗サタデーくすくすリラックス（AM岐阜ラジオ）
- ツー快!お昼ドキッ（〜2009年4月3日、CBCラジオ） - 「トヨタ街角ステーション」のコーナーを担当。
- マジスポ（CBCラジオ）
- ジンチャレカフェ（AM岐阜ラジオ）
- きょうもそう快!BUNBUNラジオ（2006年4月〜2007年3月30日 、AM岐阜ラジオ）
- 月〜金ラヂオ 2時6時（2007年4月2日〜2009年、ぎふチャンラジオ）
- 土曜天国 ぴかラジ（2008年4月5日〜2012年3月24日、CBCラジオ）
- 晩ドラ（2008年4月19日〜 CBCラジオ）- 不定期放送
- 夕刊アツキー!（〜2013年3月29日、CBCラジオ）
- マーサ トイチョイ ミュージック（ぎふチャンラジオ）
- Wednesday Night Fever トイナイト〜テングノグンテ〜（RADIO LOVEAT）
- 丹野みどりのよりどりっ!  - 火曜日、みどりのさきどり、週刊トイザンス、ニュースよりどり金曜コメンテーター（〜2019年3月29日、CBCラジオ）
- 宮部和裕のドラゴンズEXPRESS - 木曜日コーナーレギュラー（〜2012年3月29日、CBCラジオ）
- 戸井康成のシネマジンガーZ（2014年10月5日〜2015年3月29日、CBCラジオ）
- おっ三ラジオ（2014年10月12日〜2016年3月13日、CBCラジオ）
- 箱根駅伝直前スペシャル（CBCラジオ）
- ドラ魂KING→ドラ魂キング  - 金曜日コーナーレギュラー（2012年10月2日〜2021年3月19日、CBCラジオ）
- ドラ魂ナイト（2013年4月2日〜 CBCラジオ）
- 若狭敬一のスポ音（CBCラジオ）- 不定期出演
- 康成戸井のラジオな話（2013年4月6日〜 知多メディアスネットワークのメディアスFM。同局では土曜22:00-23:00、ミュージックバードで水曜25:00-26:00に全国ネット）
- 北野誠のズバリ（CBCラジオ）-不定期代打出演
- 北野誠のズバリ サタデー（2016年4月2日〜 CBCラジオ）
- 笑活834 - 木曜日（2018年1月〜 メディアスFM）
- 戸井康成の金曜スクラッパー（2021年10月22日～ CBCラジオ）
- 戸井康成のスポ音ザ・パーク（2024年4月～9月 CBCラジオ）

## ディスコグラフィ
- DA.GA.NE （CHUBU END×SATOMI from NAGOYA、1995年4月21日発売、Epic/Sony Records） - 『ミックスパイください』で共演していた鉄崎幹人、原田さとみらとともに参加。